# Торреон
Торреон (ісп. Torreón) — місто в північній Мексиці, в штаті Коауїла.
Місто засноване 25 вересня 1893 року. Розташоване на південному-заході провінції Коауїла, на кордоні зі штатом Дуранго. Площа муніципалітету — 1947,7 кв. км., висота — 1000 м. Температура в січні може опускатися до 0°С, а в липні досягає позначки +43 °C.
У місті проживає 577 477 осіб, а разом із передмістям Матаморос, Гомес Паласіо і Лердо населення міста становить близько 1,1 млн людей, що робить міську агломерацію Торреон дев'ятою в Мексиці.
У Торреоні працює Міжнародний аеропорт Франсиско Сарабіа, з якого здійснюються рейси в країні та США.
Також місто є головною локацією для відомої футбольної команди «Сантос Лагуна» й команд вищих ліг по баскетболу — «Лос Вакерос» і «Лос Альгодонерос».